# 阿纳斯塔西奥·布斯塔曼特
特立尼达·阿纳斯塔西奥·德萨莱斯·鲁伊斯·布斯塔曼特-奥塞格拉（西班牙語：Trinidad Anastasio de Sales Ruiz Bustamante y Oseguera，西班牙語發音：[anasˈtasjo βustaˈmante]；1780年7月27日—1853年2月6日）墨西哥总统。

## 生平
阿纳斯塔西奥·布斯塔曼特的父亲何塞·马里亚，是一个从科利马的火山运雪到瓜达拉哈拉的工人，但是他能够提供他的儿子有一个好的教育。在15岁，年轻的布斯塔曼特进入瓜达拉哈拉的神学院。当他毕业后他来到墨西哥城学习医学。他通过他的医学考试，然后前往圣路易斯波托西市出任圣胡安迪奥斯医院的主任。
1808年他进入皇家陆军作一个骑兵军官，由费利克斯·马里亚·卡列哈指挥。1810年卡列哈将军调动军队与米格尔·伊达尔戈起义军作战，布斯塔曼特参加了保皇派军队的行动。独立战争期间，他晋升为上校军衔。

## 第一帝国
1821年3月19日以支持奥古斯丁·德·伊图尔维德（一私人朋友），布斯塔曼特在瓜纳华托州的潘托哈宣布墨西哥从西班牙独立。伊图尔维德任命他为骑兵指挥官，中央军第二指挥官，并担任军政府的执政。摄政命名他为元帅和Provincias Internas de Oriente y Occidente的都督（captain general），1821年9月28日有效。他在希丘（Xichú）的战斗，打败了西班牙远征队。
在1823年帝国沦陷，他加入联邦党人的行列，为此他遭到拘捕并关闭在阿卡普尔科(Acapulco)。但总统瓜达卢佩·维多利亚再度把他任命为Provincias Internas的指挥官。

## 共和国总统

### 首届
在1828年12月根据佩罗特计划(Plan de Perote)，国会任命他为总统比森特·格雷罗领导下的副总统，他于1829年4月1日即任，但很快和格雷罗不和。1829年12月4日在哈拉帕计划(Plan de Jalapa)协议下，他奋起反对格雷罗，将他驱逐出首都。1830年1月1日他就任临时总统，国会宣布格雷罗"无法管理"("incapable of governing".) 。
布斯塔曼特起用他的秘密警察部队，并采取措施压制新闻自由。他流放他的一些竞争对手和驱逐美国部长霍埃尔·波因塞特。他参与了绑架和处决他的前任格雷罗。他支持工业和神职人员。这些和其他政策刺激反对派，尤其是在哈利斯科州、萨卡特卡斯州和得克萨斯州。在1832年在韦拉克鲁斯州起义爆发。叛军要求安东尼奥·洛佩斯·德·圣安纳亲自指挥，当他们的要求立刻得到了满足(一些布斯塔曼特的部长辞职)，他们还要求总统下台。他们打算以曼努埃尔·戈麦斯·佩德拉萨（Manuel Gómez Pedraza）替换他，1828年的选举已经作废。
布斯塔曼特于1832年8月14日让梅尔乔·穆斯基斯代理总统，自己离开首都与叛军作战。8月14日他在Gallinero、多洛雷斯-伊达尔戈（Dolores Hidalgo）、瓜纳华托(Guanajuato)打败他们，然后返回迎战圣安纳，他正在接近普埃布拉。经过两次多的战役，三位候选人布斯塔曼特、圣安纳和戈麦斯·佩德拉萨签署萨瓦莱塔公约(conventions of Zavaleta)(21-23年12月)，其中戈麦斯·佩德拉萨出任总统并举行新的选举，布斯塔曼特流亡。
在法国流亡他考察军事和医疗设施，在1836年12月他返回墨西哥，召回由总统何塞·胡斯托·科罗战争中的得克萨斯独立。然而一旦他在返国，国会宣布他的总统(1837年4月17日)。一系列起义，军队财务枯竭，布斯塔曼特对他的军事危机作出有限的反应。法国1838年3月21日发出最后通牒，并于4月16日开始封锁墨西哥的海湾港口。法国1838年11月27日宣战 (饽饽战争、Pastry War)，炮轰圣胡安·德乌卢阿(San Juan de Ulúa)，占领了韦拉克鲁斯(十二月五日)。
大约同一时间，危地马拉将军米格尔·古铁雷斯进犯恰帕斯.布斯塔曼特从1839年3月20日至7月18日暂时离职，以打击塔毛利帕斯州何塞·乌雷亚将军的叛乱。圣安纳和尼古拉斯·布拉沃于1939年出任总统。
1839年7月9日他再次就任总统后，任到1841年9月22日。在这届里西班牙外交使团代表Angel Calderón de la Barca第一次抵达墨西哥。尤卡坦和伯利兹界线已经确立。与比利时和巴伐利亚签署条约，恢复与美国的关系。
1840年7月15日乌雷亚将军越狱并率领武力攻击布斯塔曼特的总统府——国家宫。布斯塔曼特抵抗不足在16日他被迫逃亡。这段围攻大炮摧毁东南角的宫殿，但他并不辞去总统。
大约这个时间起义爆发后在尤卡坦州，墨西哥承认独立的德克萨斯州。
在1841年8月圣安纳和韦拉克鲁斯州和哈利斯科州的军事指挥官帕雷德斯，推出新的反抗布斯塔曼特。布斯塔曼特于1841年9月2日把政府交给弗朗西斯科·哈维尔·埃切维里亚，埃切维里亚只持续到10月10日，随后圣安纳接任。

## 最后的生涯
布斯塔曼特再度流亡欧洲，这一次是在意大利。他在1845年返回墨西哥，沟通与美国的危机。1846年他担任国会议长，这一年他被任命为远征保卫加利福尼亚的将军，但他却因缺乏后源无法到达加州。1848年他在瓜纳华托和阿瓜斯卡连特斯镇压叛乱。
后半生他住在克雷塔罗州圣米格尔-德阿连德，他死于1853年，年龄72岁。他的心脏被安置在墨西哥城的圣费利佩·德赫苏斯教堂，伴随着皇帝伊图尔维德。